# 特里斯坦与伊索尔德
《特里斯坦与伊索尔德》（德語：Tristan und Isolde）是理查德·瓦格纳的一部歌劇，他自己称之为一部三幕剧。于1865年6月10日在慕尼黑皇家宫廷与国家剧院首演。这部歌剧是瓦格纳和马蒂尔德·维森东克的恋情写照，被视为古典-浪漫音乐的终结、新音乐的开山之作（特里斯坦和弦）。
這部歌劇在西方古典作曲家中產生了巨大影響，為安東·布魯克納、古斯塔夫·馬勒、理查·施特勞斯、阿爾班·貝爾格、阿諾德·勳伯格、本傑明·布里頓等作曲家提供了直接的靈感。其他作曲家，如克勞德·德布西、莫里斯·拉威爾和伊戈爾·斯特拉文斯基，他們的風格與華格納的音樂遺產形成鮮明對比。許多人將特里斯坦視為擺脫常見做法和聲和調性的里程碑，並認為它為20世紀古典音樂的走向奠定了基礎。

## 背景
该故事的情节，最早来源于凯尔特人的故事集中关于阿图斯国王与特里斯坦的传说，后者见于戈特弗里德·冯·斯特拉斯堡（13世纪）的一长篇诗体小说。瓦格纳不但读过这中世纪后期的文字，而且还读过同时代奥古斯都·冯·帕拉藤，卡尔·利特和尤利乌斯·摩瑟的改编版本。
除此之外，剧情中也可见诺瓦利斯的诗集“夜之颂”的踪影。
該故事描述在一次爱尔兰针对康沃尔（前者向后者索取进贡）的战争中，特里斯坦杀死了伊索尔德的未婚夫爱尔兰人莫洛尔德，但自己也受了重伤。他用化名（坦特里斯，Tantris）在伊索尔德下得到了医治。伊索尔德在特里斯坦的剑上找到了一处缺口，正好与莫洛尔德头上伤口所藏的碎片吻合。她拿起劍要报仇，但当特里斯坦一睁开眼睛就爱上了他，她舉劍的手也隨之下沉了。

## 創作歷程
1842年瓦格纳读到了尤利乌斯·摩瑟的特里斯坦之诗，第一次接触到这个故事。
1854年逃亡瑞士之时，瓦格纳读到了卡尔·利特的特里斯坦戏剧，这激发了他要将之改编为歌剧并编写剧本的欲望。但当时他的精力大多花在尼伯龙根的指环中，这个计划不了了之。
1857年与维森东克的恋情使得特里斯坦计划再度浮出水面。在8月尾，瓦格纳与其妻子敏娜迁入维森东克在苏黎世的花园公寓。瓦格纳与其赞助人奧托·维森东克的妻子有暧昧，受此刺激，他首先创作了歌曲集《维森东克的歌》，后来更是停下手中《齐格弗里德》的谱曲工作，全力投入到特里斯坦的创作之中。剧中人物因而有了自传的意味：瓦格纳和马蒂尔德就是特里斯坦与伊索尔德，奧托就是马克国王。9月18日特里斯坦诗稿完工，瓦格纳将作品给玛蒂尔特过目并在朋友圈内朗诵。12月完成第一幕音乐初稿。
1858年8月末，第一幕总谱完工，瓦格纳到威尼斯旅游，并在那里完成了第二幕。
1859年3月，瓦格纳回到瑞士，在卢塞恩他完成了第三幕。8月中，整部歌剧完工。

## 角色
- 特里斯坦（男高音）
- 马克国王（男低音）
- 伊索尔德（女高音）
- 库文纳尔（男中音）
- 梅洛特（男高音）
- 布兰甘特（女中音）
- 牧羊人（男高音）
- 舵手（男中音）
- 一个年輕海员（男高音）
- 水手，骑士和乡绅，伊索尔德的侍女

## 劇情

### 第一幕
康和国王马克派遣心腹特里斯坦到爱尔兰，迎接爱尔兰公主伊索尔德到康沃尔作王后。在乘船去康和的途中，伊索尔德受不了屈辱，要侍女布兰甘特取出毒酒，将自己与特里斯坦双双毒死。但是布兰甘特竟给出了爱药。特里斯坦与伊索尔德堕入爱河。

### 第二幕
伊索尔德与特里斯坦不顾布兰甘特的警告，在午夜值马克国王打猎之际幽会。这是歌剧史上最长的爱情二重唱之一。国王随从梅洛特预感到特里斯坦与伊索尔德的关系，并且建议国王回程。因此国王正好撞上两人的幽会。特里斯坦也不辩护，只问伊索尔德，是否愿意以死相随。梅洛特拔剑刺伤特里斯坦。

### 第三幕
崔斯坦的僕人庫爾文納將崔斯坦帶到布列塔尼自己先輩留下來的半破落的城堡中，讓後者養傷。崔斯坦雖然已神志不清，但仍在等待伊索德的到來。最後船出現在地平線上，崔斯坦在伊索德的懷中死去。這時出現了第二艘船，庫爾文納認為是敵人到來，便關上了門。這其實是馬克國王，他想成全兩人。庫爾文納拒絕讓他們進入。雙方開始打鬥，結果庫爾文納和梅洛特傷重死亡。馬克國王看到崔斯坦已死，十分驚愕。伊索德在崔斯坦旁邊唱盡一曲《愛之死》（"Liebestod"，原文"Mild und leise wie er lächelt"，直譯：恬淡輕柔如同他的微笑）後悄然逝去。

## 首演
1862年在维也纳，经过艰难的谈判后，歌剧才得以彩排，但经过77次的排练后，在1863年，首演仍然是被搁置下来了。
1865年巴伐利亚国王路德维希二世促成了歌剧的首演。6月10日在慕尼黑皇家宫廷和国家剧院首演举行。由汉斯·冯·彪罗指挥。主角由Ludwig Schnorr von Carolsfeld和其妻子Malvina担任。

## 分析

### 配器
3支长笛（第3长笛也担任短笛），2支双簧管，英国管，2支单簧管，低音单簧管，3支巴松，低音大管，4把圆号，3把小号，3支长号，低音大号，1对定音鼓，钹，三角铁，竖琴，16把第一小提琴，16把第二小提琴，12把中提琴，12把大提琴，8把低音提琴。(瓦格纳的指示：弦乐尽可能的完善。)舞台音乐：英国管，6把圆号，3把小号，3把长号。值得一提的是，特里斯坦的结束和弦并非和传统的一样以乐队全奏完成，英国号有间断，理查德·施特劳斯称之为：毒药起效了。

### 音樂特色

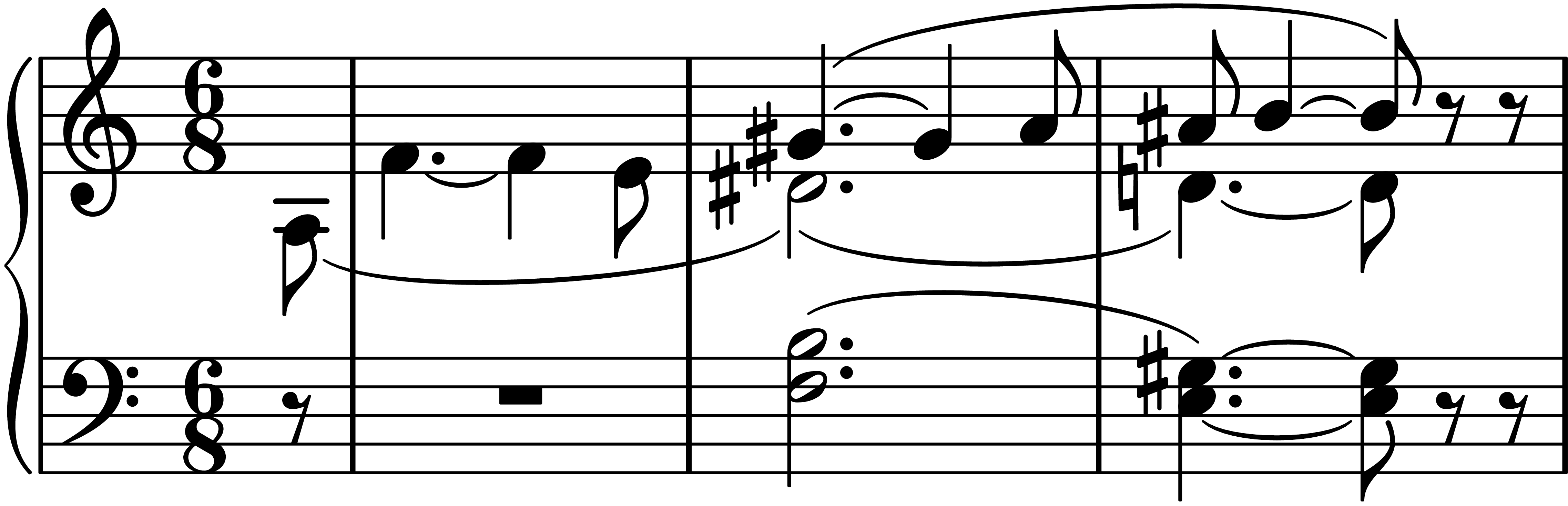
特里斯坦和弦

## 錄音節選
- 威廉·富特文格勒指揮，愛樂管弦樂團、皇家歌劇院合唱團，Naxos，1952年
- 赫伯特·冯·卡拉扬指揮，拜羅伊特節慶樂團、合唱團，Arkadia，1952年（拜罗伊特音乐节現場演出）
- 赫伯特·冯·卡拉扬指揮，斯卡拉大劇院樂團、合唱團，Golden Melodram，1959年
- 卡爾·貝姆指揮，拜羅伊特節慶樂團、合唱團，DG，1966年（拜罗伊特音乐节現場演出）
- 赫伯特·冯·卡拉扬指揮，柏林爱乐乐团、柏林德意志歌劇院合唱團，EMI，1971–72年
- 卡洛斯·克莱伯指揮，拜羅伊特節慶樂團、合唱團，Opera Depot，1976年（拜罗伊特音乐节現場演出）
- 卡洛斯·克莱伯指揮，德累斯顿国家管弦乐团、萊比錫廣播合唱團，DG，1980–82年

除了完整的歌劇錄音外，不少指揮家都喜歡演奏此劇的序曲，或將序曲和終曲《愛中死》一同演奏。

### 原始文獻
- John Deathridge/Martin Geck/Egon Voss, Wagner Werk-Verzeichnis. Verzeichnis der musikalischen Werke Richard Wagners und ihrer Quellen, Mainz (Schott) 1986, ISBN 978-3-7957-2201-2.
- Richard Wagner: Tristan und Isolde, 首版總譜, Mainz (Schott) 1865.
- Richard Wagner: Tristan und Isolde,   總譜手稿複製本, München (Dreimasken Verlag) 1923.
- Richard Wagner: Tristan und Isolde, WWV 90, 歷史評註版, ed. Isolde Vetter, 3 voll., Mainz (Schott) 1990-1994.
- Richard Wagner: Tristan und Isolde, WWV 90,  歷史評註版, document volume, ed. Egon Voss & Gabriele E. Mayer, Mainz (Schott) 2009.
- Richard Wagner: Tristan und Isolde,  總譜手稿複製本,  Kassel (Bärenreiter) 2013.

## 外部連結
- Bilingual side by side German English Libretto Also available in Italian
- Wagner Operas （页面存档备份，存于）. A comprehensive website featuring photographs of productions, recordings, librettos, and sound files.
- Richard Wagner – Tristan und Isolde （页面存档备份，存于）. A gallery of historic postcards with motifs from Richard Wagner's operas.
- Recordings of Tristan and Isolde rated （页面存档备份，存于）. Recordings reviewed by Geoffrey Riggs.
- Discography of Tristan und Isolde （页面存档备份，存于）. List of recordings and videos from 1901 to 2004 by Jonathan Brown.
- Wagner's Tristan and Isolde （页面存档备份，存于） BBC / Metropolitan Opera synopsis
- Tristan und Isolde resource site Comprehensive website containing source material and musical motives
- Seattle Opera Performance Seattle Opera link
- Free Online opera guide on Tristan und Isolde （页面存档备份，存于）: An opera portrait with synopsis, commentary, music analysis, anecdotes